# Училище за рок
„Училище за рок“ (на английски: School of Rock) е американски игрален филм с участието на Джак Блек, излязъл по кината през 2003. Филмът влиза в категориите комедия и мюзикъл, като главната тема в него е рок музиката. Сценарият е написан от сценариста и актьор Майк Уайт специално за Джак Блек, който освен във филмовата индустрия се подвизава още и в музикалния бранш чрез групата си Tenacious D. Режисьор е Ричард Линклейтър.
Филмът е номиниран за няколко награди „Грами“, сред които „Златен глобус“ за най-добър актьор в комедия или мюзикъл. Джак Блек печели приза за най-добър комик на Филмовите награди на МТВ.

## Сюжет
Запаленият рок фен и китарист Дюи Фин (Джак Блек) е изритан от създадената от него самия група заради необузданото си поведение на сцената. По същото време и неговият съквартирант Нед Шнийбли (Майк Уайт) заплашва Фин с изгонване, ако не плати своята част от наема, който дължи за няколко месеца. Дюи започва търсене на работа когато, след телефонно обаждане от директорката на престижно частно училище, решава тайно да заеме предложения на съквартиранта му пост на заместващ учител за две седмици, представяйки се за него и да изкара достатчно пари за наема с възможно най-малко усилия. Но когато разбира, че част от 12-годишните му ученици притежават музикален талант и свирят класическа музика в училищния оркестър, Дюи решава да сформира рок група с децата под формата на „училищен проект“ и с нея да се представи на местния рок конкурс „Битка на групите“ (Battle of the Bands), където ще се съревновава и срещу бившата си група. Победителят получава правото на професионален договор с музикална компания. Задачата не е лека, тъй като нито едно от децата не се е сблъсквало с рок музиката до този момент, а и цялата подготовка трябва да остане скрита от останалите учители и от родителите на децата.

## Саундтрак
В саундтрака на „Училище за рок“ фигурират две изпълнения на децата и Джак Блек – едноименното парче "School of Rock", с което училищната група взема участие в конкурса „Битка на групите“, и кавър-версия на песента на AC/DC "It's a Long Way to the Top" за финал на филма.
1. "School of Rock/Teacher's Pet" – School of Rock (4:12)
2. Substitute – The Who (3:47)
3. Fight – No Vacancy (2:35)
4. Touch Me – The Doors (3:10)
5. Sunshine of Your Love – Cream (4:10)
6. Immigrant Song – Led Zeppelin (2:23)
7. Set You Free – The Black Keys (2:44)
8. Edge of Seventeen – Stevie Nicks (5:26)
9. Heal Me, I'm Heartsick – No Vacancy (4:46)
10. Growing on Me – The Darkness (3:29)
11. Ballrooms of Mars – T. Rex (4:08)
12. My Brain is Hanging Upside Down (Bonzo Goes to Bitburg) – The Ramones (3:53)
13. T.V. Eye – Wylde Ratttz (5:22)
14. It's a Long Way to the Top – School of Rock, кавър на AC/DC (5:51)